# Ashraf Helmy
Ashraf Helmy (Cairo, 24 de abril de 1967) é um mesatenista egípcio. É tetracampeão africano, e defendeu as cores de seu país nos Jogos Olímpicos de Verão de 1988, nos Jogos Olímpicos de Verão de 1992 e nos Jogos Olímpicos de Verão de 2000.
Ele foi mencionado no episódio 8 da 4ª temporada da versão americana de The Office como um dos heróis do personagem Dwight Shrute (Rainn Wilson).